# Aisin Gioro
De Aisin Gioro was de naam van een van de vele clans die in de zestiende eeuw in het gebied ten noordoosten van het rijk van de Chinese Ming-dynastie leefden. Dit gebied komt geografisch overeen met wat nu aangeduid wordt als Mantsjoerije. Het belangrijkste woongebied van de clan was de vallei van de rivier de Liao. 
Aisin betekent goud en wordt in het Chinese schrift geschreven met het karakter Jin. Dat was de dynastieke naam van de Jurchen die als de Jin-dynastie  tussen 1115 en 1260 het noorden van China hadden beheerst. De clan claimde van die dynastie af te stammen. De clan werd eerst Aisin Guren genoemd. Guren kan in het Jurchen  staat ,stam, volk of hof  betekenen  afhankelijk van context en omstandigheden. 
De  Aisin Gioro waren geen nomaden maar leefden sedentair. Hun economie  bestond uit zowel landbouw als jacht. Daarnaast handelden zij in met name huiden en vooral ginseng. In de handel met het Chinese rijk nam de clan zijde en andere meer verfijnde Chinese producten af. Aan het eind van de zestiende eeuw verkreeg de Aisin Gioro een vrijwel monopolie op de export van het in het Chinese rijk zeer gevraagde ginseng. In het begin van de zeventiende eeuw exporteerde  de Ming-dynastie ongeveer 25% van de instroom van zilver uit Europa en de Nieuwe Wereld naar de clan om aan de vraag naar ginseng te voldoen. De grote winsten werden door de leider van de clan,Nurhaci,  gebruikt voor het financieren van moderne bewapening en het huren van geoefende militaire troepen. 
Onder Nurhaci wist de clan door verovering en allianties de dominante te worden van alle stammen van de Jurchen en overige stammen ten noordoosten van het Chinese rijk. Nurhaci wist die te verenigen in een confederatie. In 1616 riep hij zijn regime uit als  de Latere Jin. Onder zijn zoon Hong Taiji  ( 1592-1643) kwam  de multi-etnische coalitie tot stand die onder naam Mantsjoes een jaar na zijn dood geheel China wist te veroveren. Zijn opvolgers zouden als de Qing-dynastie het land tot 1911 regeren. 